# دزينة

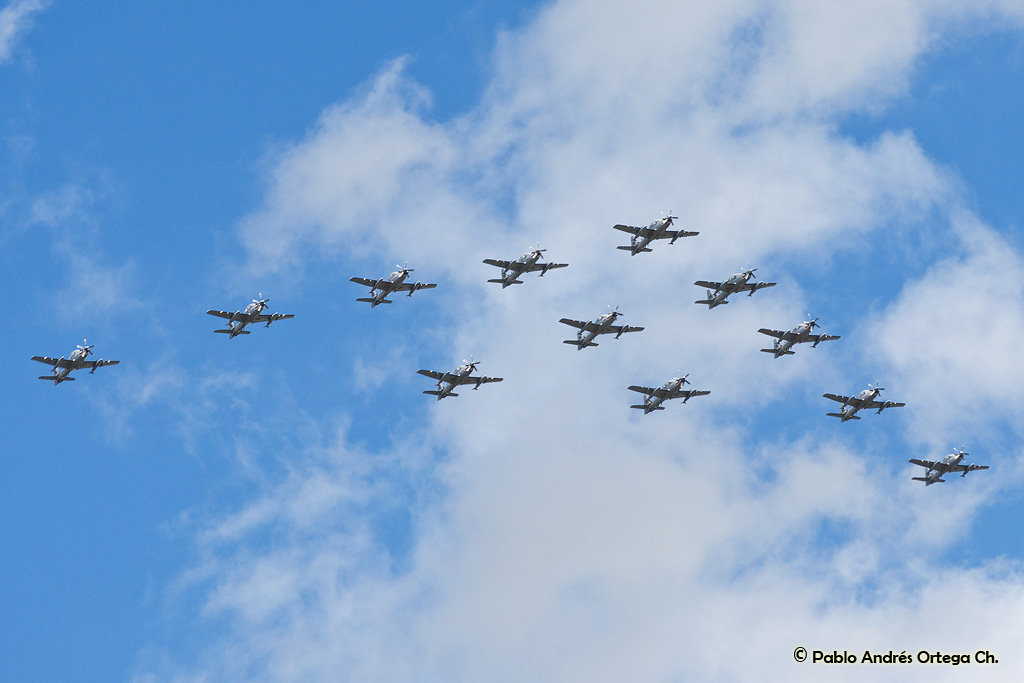

دزينة هو تعبير لفظي يشير إلى العدد اثني عشر 12 (توضيح). كما يمكن استخدام المضاعفات أو الأجزاء للإشارة إلى العدد الموافق، فمثلاً من الشائع استعمال لفظ نصف دزينة للإشارة إلى العدد 6، وهلم جرّا.

## أصل التسمية
يعود أصل التسمية إلى اللفظ الإغريقي δώδεκα دوديكا والذي يشير إلى العدد 12، ومنه انتقل إلى اللغة اللاتينية فأصبح duodĕcim ومنه بالتالي إلى اللغات الأوروبية المتبقية.
على سبيل المثال يشتق لفظ Dozen في اللغة الإنجليزية من اللفظ الفرنسي douzaine، وهي تعني مجموعة من اثني عشر.

## في لغات أخرى
- لغة فارسية: دوجین
- لغة ألمانية: Dutzend
- لغة هولندية: dozijn
- لغة إيطالية: dozzina
- لغة إسبانية: docena